# Relax (Nederlandse band)
Relax is een Nederlandse hiphopband uit Haarlem, bestaande uit Llewy Is Sel (zang/rap), Bart Jansen (gitaar), Carlos Lake (bas), Offie (toetsen) en Satindra Kalpoe (drums).

## Biografie
Relax werd in 1998 opgericht door Llewy Is Sel. Daarvoor speelden de bandleden in de rockband Nayberhood. In 1999 toerde de band door de clubzalen, zoals de Melkweg. In 2001 tekende de groep bij PIAS, maar omdat zij ontevreden over de platenmaatschappij waren, sloten zij begin 2002 een contract met Warner Music. Daar werd besloten dat het debuutalbum een liveplaat zou zijn, iets wat zeer ongebruikelijk was. De opnamen hiervoor werden 10 en 11 juni gemaakt in de Amsterdamse club Panama. Tijdens Lowlands presenteerde Relax het eerste album Live@Panama. De single 'Calling Ye Name (Right Here)' mocht zich een bescheiden hit noemen. Door bezuinigingen bij Warner Music werd in 2004 het contract ontbonden. In 2005 kwam het eerste studioalbum Odeur de clochard uit bij Universal Records.
Op 1 december 2007 werd Relax ambassadeur van Dance4Life. Ter gelegenheid hiervan werd de track '2Night We Dance' uitgebracht. Op deze single is Desmond Tutu te horen. Met de opbrengsten van de verkoop werden lokale jongerenprojecten in de meest door hiv en aids getroffen landen ondersteund.
Op 14 januari 2011 trad Relax in een nieuwe bezetting na een lange radiostilte weer op tijdens het Groningse Eurosonic showcasefestival. Op 10 maart 2011 kwam de cd Lucifer's Circus uit. Voor deze cd werkte Relax samen met onder meer Corey Glover (Living Colour), Giovanca en Maikal X.

## Discografie

### Albums
| Album met eventuele hitnotering(en) in de Nederlandse Album Top 100 | Datum van verschijnen | Datum van binnenkomst | Hoogste positie | Aantal weken | Opmerkingen |
| ------------------------------------------------------------------- | --------------------- | --------------------- | --------------- | ------------ | ----------- |
| Live @ Panama                                                       | 22-08-2002            | 07-09-2002            | 32              | 5            |             |
| Odeur de clochard                                                   | 11-02-2005            | 19-02-2005            | 25              | 7            |             |
| Pirates among puppets                                               | 27-04-2007            | 05-05-2007            | 38              | 2            |             |
| Lucifer's circus                                                    | 11-03-2011            | 19-03-2011            | 62              | 1            |             |

### Singles
| Single met eventuele hitnotering(en) in de Nederlandse Top 40 | Datum van verschijnen | Datum van binnenkomst | Hoogste positie | Aantal weken | Opmerkingen                            |
| ------------------------------------------------------------- | --------------------- | --------------------- | --------------- | ------------ | -------------------------------------- |
| Calling ye name (Right here)                                  | 2002                  | 24-08-2002            | tip14           | -            | #40 in de Single Top 100               |
| Rock-a-spot                                                   | 2002                  | -                     |                 |              | #32 in de Single Top 100               |
| Mr. Sleeves                                                   | 2005                  | 08-01-2005            | tip3            | -            | #80 in de Single Top 100               |
| No sunrise                                                    | 2005                  | 07-05-2005            | tip2            | -            | met Bo-Rush / #20 in de Single Top 100 |
| My spouse                                                     | 2007                  | -                     |                 |              | #89 in de Single Top 100               |